# San Martín de Centellas
San Martín de Centellas (oficialmente y en catalán, Sant Martí de Centelles) es un municipio español de la provincia de Barcelona, el más meridional de la comarca de Osona, lindando con el Moyanés y el Vallés Oriental, extendiéndose al oeste del río Congost y bajo los riscos de Bertí y en el altiplano superior. La capital municipal es el barrio de La Abella, situada junto a la carretera C-17 de Barcelona a Vich que recorre el límite oriental del municipio. Incluye también en la parte más alta del territorio el núcleo de San Martín de Centellas junto al antiguo castillo de Centellas.

## Demografía
San Martín de Centellas cuenta con una población de 1259 habitantes (INE 2024).
| Gráfica de evolución demográfica de San Martín de Centellas entre 1860 y 2021 |
| |
| Población de derecho según los censos de población del INE. Población de hecho según los censos de población del INE.En este censo se denominaba San Martí de Centellas: 1860. En estos censos se denominaba San Martín de Centellas: 1877, 1887, 1897, 1900, 1910, 1920, 1930, 1940, 1950, 1960, 1970 y 1981. Entre el censo de 1860 y el anterior, aparece este municipio porque se segrega del municipio Belenyá. |

| 1900 | 1930 | 1950 | 1970 | 1981 | 1986 | 2006 | 2007 | 2022 |
| ---- | ---- | ---- | ---- | ---- | ---- | ---- | ---- | ---- |
| 448  | 620  | 578  | 687  | 738  | 715  | 907  | 941  | 1232 |

## Comunicaciones
El municipio está atravesado por la carretera C-17 de Barcelona a Vich. Cuenta con una estación de ferrocarril de la línea 3 de Rodalies de Catalunya, la estación de Sant Martí de Centelles, situada en el barrio de La Abella.